# トリーア大司教
トリーア大司教（トリーアだいしきょう、ドイツ語：Erzbischof von Trier）は、カトリック教会の高位の司教で、神聖ローマ帝国の選帝侯の一人（トリーア選帝侯）。
トリーアに司教座が設置されたのは4世紀である。中世になるとコブレンツなどライン川沿いにも領地を持ち、マインツ大司教、ケルン大司教と並んで神聖ローマ帝国の有力聖界諸侯となった。14世紀、トリーア大司教となったルクセンブルク家のバルドゥインが、兄ハインリヒ7世とその孫カール4世の皇帝選出に関わって影響力を拡大した。そのカール4世の金印勅書で、トリーア大司教は7人の選帝侯の一人に指定された。ナポレオンが登場すると、1801年のリュネヴィルの和約でトリーアはフランス領となり、皇帝選挙権を失った。その後、1806年に神聖ローマ帝国も解体された。